# Livađe
Livađe (em cirílico: Ливађе) é uma vila da Sérvia localizada no município de Brus, pertencente ao distrito de Rasina. A sua população era de 127 habitantes segundo o censo de 2011.

## Demografia
| 1948 | 1953 | 1961 | 1971 | 1981 | 1991 | 2002 | 2011 |
| ---- | ---- | ---- | ---- | ---- | ---- | ---- | ---- |
| 232  | 254  | 275  | 265  | 239  | 185  | 174  | 127  |